# Lámpara Anglepoise
La lámpara Anglepoise es una lámpara de brazo equilibrado diseñada en 1932 por el diseñador británico George Carwardine. Las juntas y la tensión del resorte de la lámpara le permiten mantenerse en una amplia gama de posiciones sin mover su base.

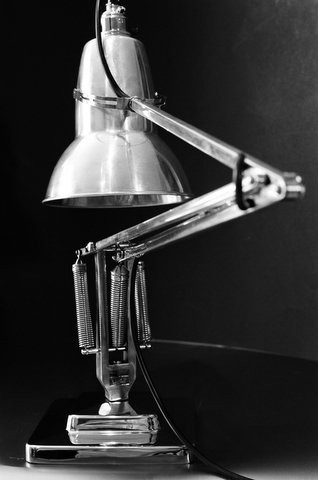
Lámpara Anglepoise

## Historia y desarrollo
En 1930 Carwardine se dedicaba al diseño de automóviles. Concretamente, cuandó inventó la lámpara Anglepoise, trabajaba como consultor independiente de diseño de sistemas de nuevos conceptos para la suspensión de vehículos. El resultado de ese trabajo fue un mecanismo con aplicaciones en otros campos, en particular para el diseño de una lámpara de trabajo. Su intención era que las juntas y la tensión del resorte mantuvieran la lámpara en una amplia gama de posiciones sin mover su base.
Carwardine solicitó el 4 de julio de 1932, la patente número 404,615, para un diseño que utiliza el mecanismo, y fabricó la lámpara en los talleres de su propia empresa, Cardine Accessories, en Bath, Inglaterra. Pronto descubrió que el interés y la demanda eran tan grandes que necesitaba una gran expansión o un socio y, así, el 22 de febrero de 1934, firmó un acuerdo de licencia con Terry Spring Company en Redditch, Inglaterra. Terry Spring Company fabricó y comercializó la lámpara, mientras que Carwardine continuó desarrollando el concepto, produciendo una serie de otras versiones y aplicaciones (por ejemplo, para soportar micrófonos). El diseño original de cuatro resortes se diseñó para entornos de trabajo, como talleres y cirugías de médicos y dentistas, pero también diseñó una versión de tres resortes para uso doméstico (patentada el 10 de febrero de 1934, con la patente número 433,617).
En 1935, se lanzó al mercado la Anglepoise 1227, destinada principalmente para el hogar, y resultó ser extremadamente popular. Cuando las personas piensan en la lámpara Anglepoise, este es generalmente el diseño que viene a la mente. El modelo 1227 fue promovido enormemente por la Compañía Terry Spring y cuando la Segunda Guerra Mundial inicio en 1939, la compañía publicó un anuncio ese mismo día describiéndolo como la "lámpara de apagón ideal".
Aunque la Segunda Guerra Mundial tuvo un impacto negativo en la producción estándar de Anglepoise, la Terry Spring Company cambió sus objetivos para beneficiarse del esfuerzo de la guerra y, en consecuencia, comenzó a producir lámparas Anglepoise para bombarderos. Según el sitio web de Anglepoise, estas se produjeron con tanta calidad que cuando un bombardero estrellado fue reuperado del lago Ness en Escocia en 1986, la lámpara aún funcionaba después de que le instalaran una batería nueva, a pesar de haber estado sumergida durante cuatro décadas.

### Diseño
Una característica clave del diseño y la patente de la Anglepoise es la colocación de todos los muelles (tres o cuatro) cerca de la base. El diseño fue ampliamente imitado por otras compañías, generalmente en un formato más simplificado, y todavía está en uso. Algunos derivados usan un gran peso de equilibrio en lugar de los resortes. La versión más común reemplaza los enlaces del brazo con dos enlaces de paralelogramo independientes, con un par de resortes de tensión ligera en cada mitad del brazo.

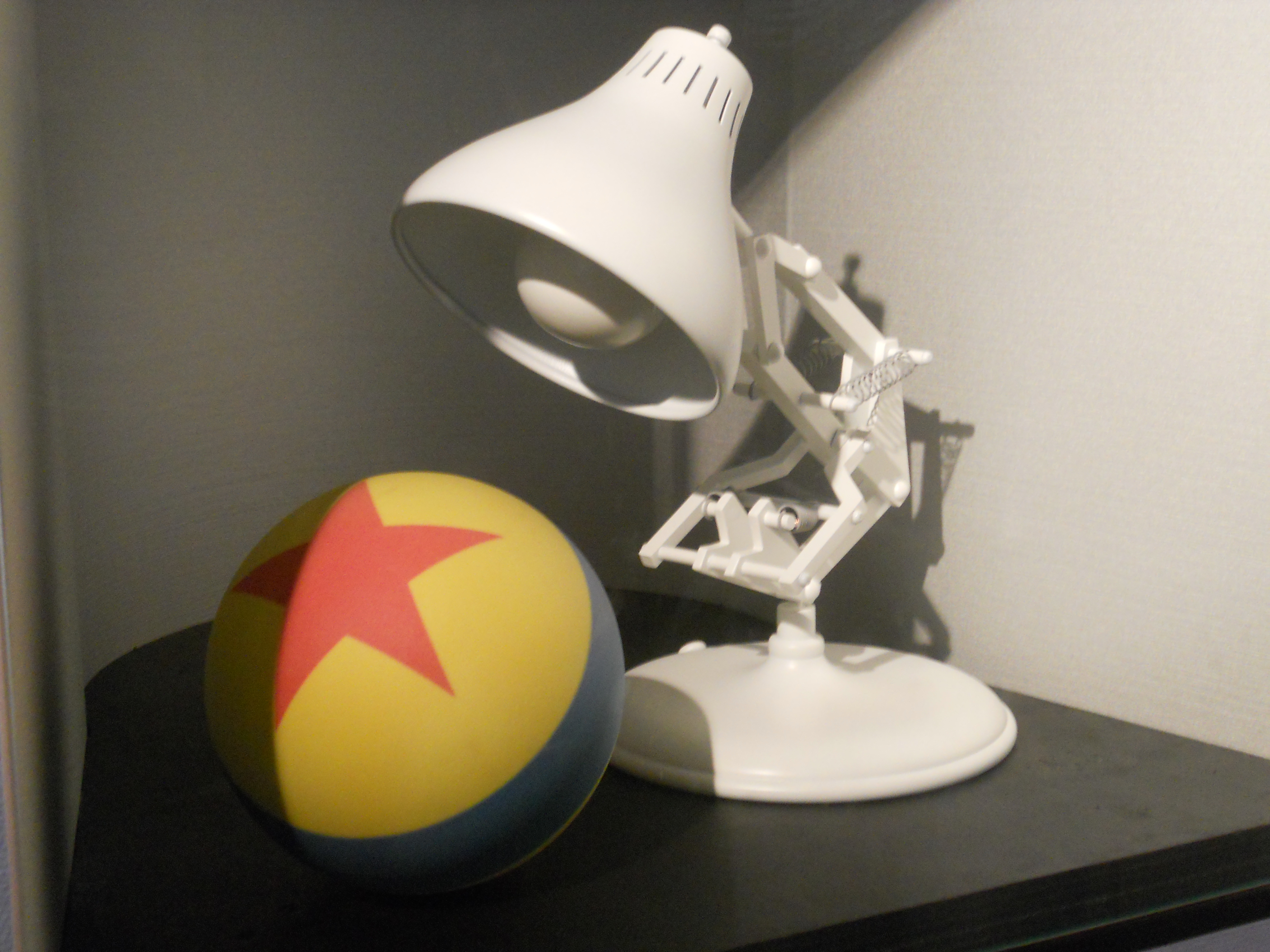
Logo de Pixar usando una Anglepoise.

El brazo se ha empleado para otros propósitos cuando es necesario mantener un objeto estacionado en un sitio concreto, por ejemplo para mantener una copia de un texto que se debía teclear junto al monitor de la computadora.

### Producción actual
Aunque la lámpara todavía se comercializa como un diseño británico emblemático, la producción para todas las lámparas, excepto el modelo 1227 Giant, se ha trasladado a China.